# 李松淑
李松淑（韓語：리성숙，？—），朝鲜女子乒乓球运动员。她曾在世界乒乓球锦标赛上获得2枚银牌和4枚铜牌，6枚奖牌中3枚来自于1979年世界乒乓球锦标赛。